# Macroplethus glaucus
Macroplethus glaucus là một loài dương xỉ trong họ Polypodiaceae. Loài này được Tagawa mô tả khoa học đầu tiên năm 1942.
Danh pháp khoa học của loài này chưa được làm sáng tỏ. 